# Altium Designer
Altium Designer (AD) est un logiciel de conception assistée par ordinateur pour l’électronique et les circuits imprimés. Il est développé par la société australienne de logiciels Altium Limited.

## Histoire
Altium Designer a été lancé en 2005 par Altium, connu à l'époque sous le nom de Protel Systems Pty Ltd. Ses origines remontent à 1985, lorsque la société a lancé l'outil de conception de PCB sous DOS connu sous le nom de Protel PCB (qui a ensuite donné naissance à Autotrax et Easytrax). À l'origine, il n'était vendu qu'en Australie,. Protel PCB a été commercialisé au niveau international par HST Technology depuis 1986. Le produit est devenu disponible aux États-Unis, au Canada et au Mexique à partir de 1986, commercialisé par ACCEL Technologies, Inc. de San Diego, sous le nom de Tango PCB. En 1987, Protel a lancé l'éditeur de schémas de circuits Protel Schematic pour DOS.
En 1991, Protel a publié Advanced Schematic et Advanced PCB 1.0 pour Windows (1991-1993), suivi de Advanced Schematic/PCB 2.x (1993-1995) et 3.x (1995-1998). En 1998, Protel 98 a regroupé tous les composants, y compris Advanced Schematic et Advanced PCB, en un seul environnement. En 1999, Protel 99 a introduit la première visualisation 3D intégrée de l'assemblage du PCB. Il a été suivi par Protel 99 SE en 2000. Protel DXP a été publié en 2003, Protel 2004 en 2004, Altium Designer 6.0 en 2005. La version 6.8 d'Altium Designer, qui date de 2007, a été la première à proposer la visualisation 3D et la vérification de la conformité des PCB directement dans l'éditeur de PCB.

## Caractéristiques
La suite d'Altium Designer englobe quatre domaines fonctionnels principaux, dont la capture de schémas, la conception de circuits imprimés en 3D, le développement de réseaux de portes programmables in situ (FPGA) et la gestion des versions et des données. Elle s'intègre à plusieurs distributeurs de composants pour accéder aux données des fabricants,. Il permet également l'édition 3D interactive de la carte et l'exportation MCAD vers STEP.

## Formats de fichiers
Altium Designer prend en charge l'importation et l'exportation de divers formats de fichiers d'échange de données de PCB et de CAO,. Les formats de fichiers natifs de l'outil sont *. schDoc et *. PcbDoc.
Altium Designer est capable d'importer et d'exporter les formats de fichiers AutoCAD *.dwg/*. dxf et ISO STEP.